# Новорождественский
Новорожде́ственский — посёлок в Чулымском районе Новосибирской области. Входит в состав Осиновского сельсовета.

## География
Площадь посёлка — 23 га.

## Население
| 1926 | 2002 | 2007 | 2010 |
| ---- | ---- | ---- | ---- |
| 605  | ↘75  | ↘56  | ↘46  |

## Инфраструктура
В посёлке по данным на 2007 год отсутствует социальная инфраструктура.